# Lithospermeae
Lithospermeae, tribus biljaka, dio potporodice Boraginoideae. Postoji dvadesetak rodova, a tipični je vrapčje sjeme ili biserka (Lithospermum).

## Podtribusi i rodovi
1. Subtribus Cerinthinae
  1. Cerinthe L. (6 spp.)
  2. Huynhia Greuter (2 spp.)
2. Subtribus Moltkiopidinae H. Riedl.
  1. Moltkia Lehm. (6 spp.)
  2. Neatostema I. M. Johnst. (1 sp.)
  3. Mairetis I. M. Johnst. (1 sp.)
  4. Moltkiopsis I. M. Johnst. (1 sp.)
  5. Lithodora Griseb. (3 spp.)
  6. Halacsya Dörfl. (1 sp.)
  7. Paramoltkia Greuter (1 sp.)
3. Subtribus Lithosperminae
  1. Aegonychon Gray (3 spp.)
  2. Buglossoides Moench (6 spp.)
  3. Glandora D. C. Thomas, Weigend & Hilger (8 spp.)
  4. Lithospermum L. (82 spp.)
  5. Ancistrocarya Maxim. (1 sp.)
4. Subtribus neopisan?
  1. Arnebia Forssk. (32 spp.)
  2. Stenosolenium Turcz. (1 sp.)
  3. Podonosma Boiss. (3 spp.)
  4. Alkanna Tausch (66 spp.)
5. Subtribus Echiinae
  1. Pontechium Böhle & Hilger (1 sp.)
  2. Echium L. (71 spp.)
  3. Echiostachys Levyns (3 spp.)
  4. Lobostemon Lehm. (29 spp.)
  5. Cystostemon Balf. fil. (16 spp.)
  6. Onosma L. (268 spp.)
  7. Choriantha Riedl (1 sp.)
  8. Maharanga A. DC. (10 spp.)